# Nechanická tabule
Nechanická tabule je geomorfologický okrsek ve východní části Cidlinské tabule, ležící v okresech Hradec Králové a Jičín v Královéhradeckém kraji.

## Poloha a sídla

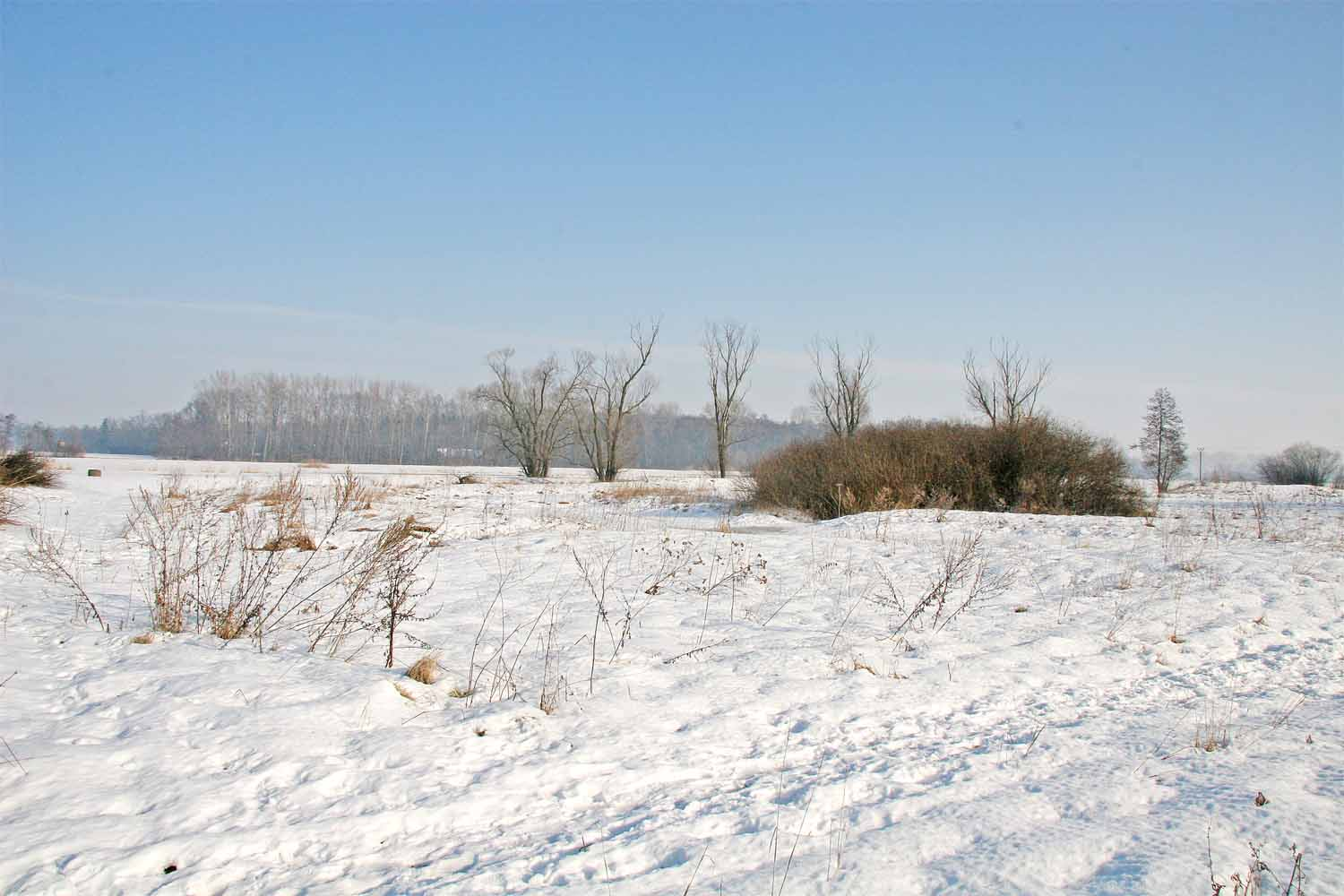
Pozůstatky tvrziště u Nechanic

Území okrsku se nachází zhruba mezi sídly Holovousy (na severozápadě), Hořice (na severu), Cerekvice nad Bystřicí (na severovýchodě) a Dolní Přím (na jihovýchodě). V jižním cípu leží titulní město Nechanice, dále uvnitř leží větší obce Dobrá Voda u Hořic a Mžany, částečně též město Hořice.

## Geomorfologické členění
Okrsek Nechanická tabule (dle značení Jaromíra Demka VIC–1A–3) náleží do celku Východolabská tabule a podcelku Cidlinská tabule.
Dále se již nečlení.
Tabule sousedí s dalšími okrsky Východolabské tabule: Ostroměřská tabule na západě, Barchovská plošina na jihozápadě, Libčanská plošina na jihu a východě, Velichovecká tabule na východě. Dále sousedí s celkem Jičínská pahorkatina na severu.

## Významné vrcholy
- Bukvice (312 m n. m.)
- Kazatelna (305 m n. m.)
- Stračovský bor (296 m n. m.)

Nejvyšším bodem okrsku je vrstevnice (323 m n. m.) při severní hranici s Jičínskou pahorkatinou.